# Wilson Morante
Wilson Morante (n. Vinces, Los Ríos, Ecuador; 20 de febrero de 1991) es un futbolista ecuatoriano que juega de defensa central y su actual equipo es el Manta Fútbol Club de la Serie B de Ecuador.

## Trayectoria
Entre los clubes que ha jugado Wilson Morante, su más trascendente paso fue en el Club Sport Emelec donde jugó muchos partidos, incluso disputando Copa Libertadores.

## Selección nacional

### Categorías inferiores
Fue parte de la Selección de fútbol de Ecuador Sub-20 en la Copa Mundial de Fútbol Sub-20 de 2011 disputada en Colombia. Fue convocado una ocasión a la selección mayor en febrero del 2012 por Reinaldo Rueda para un partido amistoso.

#### Participaciones en Copas del Mundo
| Campeonato                  | Sede     | Resultado        | Partidos | Goles |
| --------------------------- | -------- | ---------------- | -------- | ----- |
| Copa Mundial Sub-20 de 2011 | Colombia | Octavos de final | 0        | 0     |

## Clubes
| Club            | País    | Año             |
| --------------- | ------- | --------------- |
| Espol           | Ecuador | 2009            |
| Emelec          | Ecuador | 2009 - 2012     |
| River Ecuador   | Ecuador | 2013 - 2014     |
| C.S. Patria     | Ecuador | 2015            |
| Deportivo Quito | Ecuador | 2016            |
| Guayaquil S.C.  | Ecuador | 2016            |
| Santa Rita      | Ecuador | 2017-2018       |
| Manta FC        | Ecuador | 2019 - presente |